# Boubacar Boureima (Diplomat)

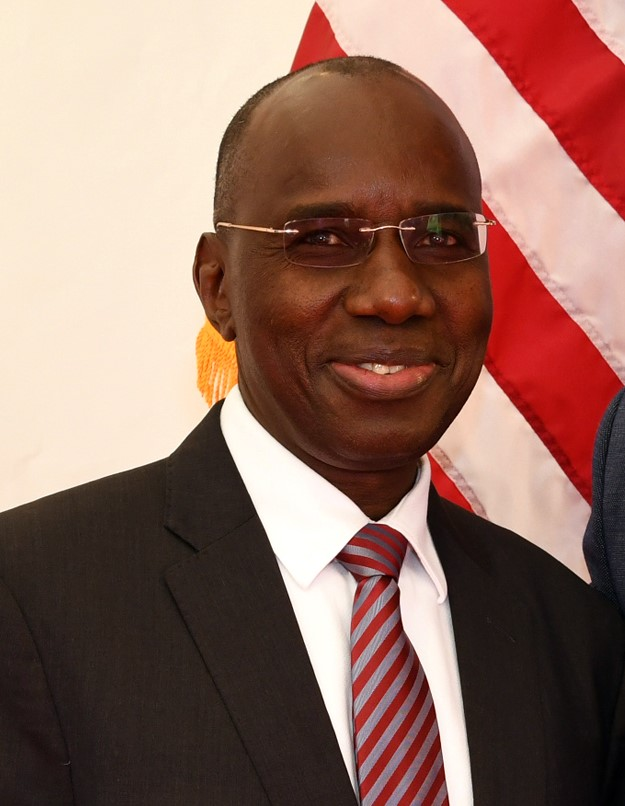
Boubacar Boureima (2018)

Boubacar Boureima (* 1958 in Dargol) ist ein nigrischer Diplomat.

## Leben
Boubacar Boureima machte 1984 eine Maîtrise en droit an der Universität Lomé in Togo. Im darauffolgenden Jahr trat er in den Dienst des nigrischen Außenministeriums. Dort war er in verschiedenen Funktionen tätig: zunächst als Mitarbeiter der Direktionen für Afrika und den Nahen Osten sowie für rechtliche und konsularische Angelegenheiten, dann als Direktor für rechtliche und konsularische Angelegenheiten, als stellvertretender Generalsekretär, als Protokollchef ad interim und als Abteilungsleiter für dezentrale Kooperation. 1990 erhielt er von der Universität Paris-Süd ein Diplôme d’études supérieures spécialisées in Diplomatie und Verwaltung internationaler Organisationen. Er war Mitglied der nationalen Wahlkommission für das Verfassungsreferendum von 1992, die Parlamentswahlen von 1993 und die Präsidentschaftswahlen von 1993.
Boureima wechselte 2004 an die Ständige Vertretung Nigers bei den Vereinten Nationen in New York, wo er als Botschaftsrat und von März bis September 2005 als Geschäftsträger tätig war. Im Oktober 2010 kehrte er zunächst nach Niger zurück, um dort das Amt des Generalsekretärs des Außenministeriums wahrzunehmen. Am 10. Januar 2012 wurde Boureima als Ständiger Vertreter Nigers bei den Vereinten Nationen in New York akkreditiert. Er löste Aboubacar Ibrahim Abani ab, der dieses Amt seit 2005 innehatte. Boureimas Funktion als Ständiger Vertreter Nigers bei den Vereinten Nationen endete 2015. Sein Nachfolger wurde Abdallah Wafy. Seit 2. März 2016 war Boureima Botschafter der Republik Niger in Deutschland mit Amtssitz in Berlin. Am 16. August 2019 wurde Souleymane Issakou als sein Nachfolger in Berlin akkreditiert.
Boubacar Boureima ist verheiratet.

## Ehrungen
- Ritter des Verdienstordens Nigers[1]